# 青年漫画
青年漫画（せいねんまんが）は、日本における漫画のジャンルのひとつであり、少年漫画よりも上の年齢層を対象とした漫画。

## 概要
それまで存在した「子供向けの漫画（子供漫画）」や「大人向けの漫画（大人漫画）」とは違う、「青年」向けの漫画として1967年に登場した。
かつては文字通り「青年」（「子供漫画」を卒業した20代以降の男性）をおもな対象としていたが、現在では10代より前の若年層や女性の読者も増え、少年漫画・少女漫画もしくは女性漫画との境界も薄れつつある。また、かつては中年以降の読者は想定されていなかったが、青年漫画誌の登場した1960年代当時の青年読者がそのまま青年漫画誌を読み続けたことにより、現在では老齢の読者も珍しくない（団塊の世代が老齢になった2010年には『ビッグコミック』の姉妹誌として『ビッグコミック・オールド』が刊行されている、と言うネタが1989年に『ビッグコミック』誌に掲載されたことがあるが、2020年代現在の『ビッグコミック』誌の読者アンケートでは、50代・60代の読者も多い）。幅広い作風の作品を取り扱う事により広範な読者を獲得し、漫画業界においては掲載雑誌数および対象読者層の観点から市場の大きなジャンルとなっている。
扱われるテーマはビジネス、賭博、グルメなど多岐にわたるが、少年漫画や少女漫画ではあまり扱われない大学生、社会人の生活、社会人向けの実践的な知識、本格的なミステリー、社会問題、経済関連のテーマなどが扱われることも多く、思想的・政治的な表現を盛り込んだ作品もある。老若男女、様々な人物たちを成人男性の視点で傍観する作品もある為、少年漫画に近い作品、少女漫画に近い作品を生み出すこともできる（実際に、青年漫画の用法を使った「マニア向け少年漫画」「男性向け少女漫画」を名乗っている雑誌もある）。概ね高校生以上の年代層をターゲットとしており、少年漫画と比べてが読者層の年齢が高いことから、ホラー漫画や格闘漫画の傾向による性的・暴力的な描写への制約も薄い。少年誌では不可能なレベルの性的・暴力的な描写に加え、平成時代以降の少年漫画では規制される喫煙・飲酒シーンなども許されるが、そのようなシーンを描写せず、あくまでそれに関する概念・問題点のみを描写している社会派の青年漫画もある。
少年漫画・少女漫画もしくは女性漫画に近べて表現の制約が少なく、作者の自由度が高いジャンルであり、少年漫画や少女漫画から移籍してきた作家も多い。掲載作品のメディアミックスに関してはテレビドラマ化・映画化の割合が多く、アニメ（TVアニメ作品・OVA作品）化もしくはゲーム化される機会が多い少年漫画・少女漫画・メディアミックス系の漫画雑誌と対比すれば、より広範な読者層の支持が期待される。ただし、少年漫画にも言える事だが、女性キャラクターは男性キャラクターと比べるとエロティックさ、目に見える行動といった外見的な魅力、役割が重視されており、男性キャラクターと同じぐらい登場頻度を増やすと背景画と一続きのような絵柄になり、読者の感情移入を促す人物として描写する分には限度がある。少年漫画と同様に男性キャラクター、男性が抱える社会問題を描くのに向いている。

## 「青年漫画」の起源
『漫画アクション』（双葉社）創刊時をテーマにした吉本浩二の漫画『ルーザーズ～日本初の週刊青年漫画誌の誕生～』（2018年）によると、1967年7月の『週刊漫画アクション』の創刊が青年漫画の始まりであり、従って「青年漫画」と言う概念を生み出したのは『漫画アクション』創刊編集長の清水文人である。これが『漫画アクション』の公式見解であり、また（2018年時点での）漫画史における定説となっている。
漫画史に詳しい漫画家のみなもと太郎によると、1966年5月に発売された『コミックmagazine』（芳文社）の創刊号において、それまで主に貸本劇画家として活動していたさいとう・たかをによる初の長編連載『秘密指令 狼は牙を血で洗う』が掲載されたことから、これが「青年漫画」と言うジャンルの始まりだという。この説に従えば、「青年漫画」と言う概念を生み出したのは『コミックmagazine』創刊編集長の平田昌兵である。『ルーザーズ』でも、いちおうこの説が紹介されているが、青年漫画とは「ああいう泥臭い劇画誌じゃない」と、本書ではこの説は明確に否定されている。「青年漫画」は泥臭い「劇画」とは違う、と言うのが『漫画アクション』の公式見解である。
1964年、さいとう・プロダクションの製作による貸本屋向けのアンソロジー誌『ゴリラマガジン』に、さいとう・たかをによる15ページの「長編」劇画『香港ルートをたたけ！』が掲載された。それまで大人向けの「漫画」と言うと、1ページから5ページくらいの物（つまり「大人漫画」）しかなかった中で、これが掲載されたことから、さいとう・プロダクションでは、これが青年コミックの原点だと考えている。同作は、1966年3月に発売された『別冊週刊漫画TIMES』（芳文社）に再録され、これが大人向け漫画誌に長編劇画が掲載された最初の例である。
漫画評論家の米沢嘉博も、1966年3月発売の『別冊週刊漫画TIMES』に掲載されたさいとうの『香港ルートをたたけ』を「青年マンガ事始め」、また1966年5月に創刊された『コミックmagazine』を「本邦初の青年マンガ誌」としている。ただし米沢は、1966年3月創刊の『週刊漫画Q』（新樹書房）が5本のストーリー漫画を掲載していた点にも注目している。1966年頃より、主に中小出版社から、エロと暴力を前面に押し出した青年向けの劇画雑誌が大量に創刊されており、これらを「青年漫画」の範疇に含める論者もいるが、作品が漫画史に残っておらず、こういう読み捨てられるタイプの雑誌の現物を入手するのも難しい事から、研究者は少なく、漫画史において、基本的には無視されている（米沢の所持していた現物は米沢の死後に明治大学米沢嘉博記念図書館に所蔵されており、今後の研究次第では漫画史が書き変わる可能性もある）。
『漫画サンデー』（実業之日本社）創刊編集長の峯島正行によると、「青年漫画」と言う概念が誕生したのは1967年である。（1960年代当時は子供向けだった）「劇画」を大人向けにしたものであるから、それまでは「大人劇画」と言ったが、やがて（1960年代当時の「大人向け」の漫画であった）従来の「大人漫画」と対比させる意味合いで「青年漫画」と呼ばれるようになったと言う。峯島は、青年漫画の発生とは無関係な人物だが、いちおう「大人漫画」と言うジャンルに長編漫画を持ち込んだ編集者で、（これが「青年漫画」とみなされることはないが）1967年1月より『漫画サンデー』で連載された手塚治虫の『人間ども集まれ!』が、「大人漫画」初の長編漫画である。
1967年時点では、「青年劇画」と「青年漫画」の差異、また「大人漫画」と「青年漫画」の差異は曖昧で、何が最初の「青年漫画」であるかは論者によって違うが、いずれにしても、だいたい1966年頃から1967年頃までにその概念が生まれたとされている。少なくとも、1967年11月に『アサヒグラフ』が青年マンガ特集を組む頃にはその概念が確立していた。

## 歴史
1956年、日本初の週刊漫画雑誌である『週刊漫画TIMES』が創刊され、以後、昭和30年代には『漫画サンデー』（1959年創刊）や『漫画娯楽読本』（1964年創刊）と言った「大人向け」の週刊漫画雑誌が続々と創刊される。これは「大人向け」と言っても、「教養のある人向けの色気を含んだ内容の漫画」と言った意味であり、「大人漫画」と言うジャンルに属する。当時の「大人漫画」と言う用語に「18禁」の意味はないが、なんせ「大人向け」であるから、子どもが読むには憚られる内容が多かった。当時の漫画は「子供漫画」と「大人漫画」しかなく、「青年漫画」と言うジャンルはまだなかった。なお、この「大人漫画」と言うジャンルは、「子供漫画」とは独立して発展したもので、要するに手塚治虫の影響下にない。
昭和40年代初めより「劇画」と言うジャンルが勃興する。漫画雑誌向けではなく、貸本屋向けの単行本が主な販路であったことから「貸本劇画」と呼ばれるが、1960年代中ごろ以降、当時の主だった貸本劇画の作家は、『週刊少年マガジン』（1959年創刊）などの週刊少年漫画誌に吸い上げられ、「貸本劇画」ムーブメントは終息する。この「劇画」と言うムーブメントは、当時の子供漫画の代表であった手塚治虫への対抗として生み出されたものであるから、要するに手塚治虫の影響下にあり、子供漫画の延長線上にある。『墓場鬼太郎』で知られる水木しげる（手塚より6歳年上）を除き、劇画世代はみな手塚を読んで育った世代である。読者層は、主に「青年」（特に、中卒で「金の卵」として集団就職した、漫画を買う金もない若年労働者層）であった。
貸本屋における劇画の人気の高まりを受け、書店売りの「大人漫画誌」でも劇画がぼつぼつと掲載され始める。1966年3月、『別冊週刊漫画TIMES』に、さいとう・たかをによる15ページの「長編」劇画が掲載された。さいとうが1964年に貸本屋向けアンソロジー誌に発表した作品を再録したもので、これが大人向けの漫画誌に長編劇画が掲載された最初の例である。
1966年、芳文社より『コミックmagazine』が創刊。これが青年漫画の始まりと言う説もあるが定説ではない。
1966年には、双葉社の大人漫画誌『漫画ストーリー』でモンキー・パンチが「ムタ永二」名義でデビューしている。モンキー・パンチは手塚に憧れて漫画家を目指し、貸本漫画家として活動した経歴を持つが、当時のモンキーは劇画の影響よりも、アメリカの漫画雑誌『MAD』の影響が強かった。「大人漫画（ナンセンス漫画）」の全盛期だった1966年当時、大人がストーリー漫画を読むとは考えられておらず、大人向けの漫画誌にストーリー漫画を掲載するという『漫画ストーリー』清水文人編集長の試みはまだ実験的であった。
1967年（昭和42年）、従来の「大人」「子供」とは違う「青年」という読者層の存在と、「青年」向けの漫画の需要を確信した清水文人により、『漫画ストーリー』でデビューした若手の漫画家を中心に据えた週刊漫画雑誌である『週刊漫画アクション』が双葉社より創刊。これが史上初の青年漫画誌と言うのが定説である。同誌は創刊号より連載されたモンキー・パンチ『ルパン三世』が大ヒット。1968年には小学館より『ビッグコミック』が創刊されるなど、大手出版社から青年向けの漫画（劇画）雑誌が続々と創刊され、市場と分野が成長した。また、1968年には『漫画娯楽読本』が『週刊漫画ゴラク』に誌名を変更し、松本零士を看板に据えるなど、「大人漫画」が中心であった旧来の大人漫画誌も、劇画を中心とする青年漫画誌に鞍替えを始めた。
一方、中小出版社からは、『漫画サニー』（1966年創刊、明文社）や『漫画OK』（1966年創刊、日生社）など、ストーリーよりもエロと暴力を前面に押し出した青年向けの漫画雑誌がこの頃に大量に創刊されている。これらはこの時点ではまだ大人漫画と劇画が入り混じった微妙な紙面だが、創刊と廃刊を繰り返しながらエロを高め、後に「エロ劇画」と言うジャンルに発展する（本段落は米沢嘉博『戦後エロマンガ史』を典拠としているので、当時の三流漫画雑誌に関して、「エロ漫画」としての側面を重視した記述になっているが、一方で米沢は、当時の三流漫画雑誌に関して、「青年漫画」としての側面も指摘している。戦後の三流漫画誌に詳しかった米沢は『戦後エロマンガ史』執筆中の2006年に死去し、米沢の後に続く研究者もいないため、1966年頃の三流漫画誌の研究はあまり進んでおらず、それらが青年漫画と言うジャンルの発生に及ぼした影響は、よく解っていない。そのため、いちおう本項では『漫画アクション』が青年漫画の始まりと言う定説に従っている）。『コミックmagazine』創刊編集長の平田昌兵は、1973年にKKベストセラーズに移籍し、『漫画エロトピア』を創刊。これが「エロ劇画」と言うジャンルの始まりとされる。
おりから、日本の高度成長の結果、貿易黒字が続き、紙パルプが入手しやすくなって各分野の漫画雑誌が次々に増えていった時代である。またカウンターカルチャーが盛んだった時代でもある。日本が豊かになったので、「青年」も多様なジャンルの漫画（エロ含む）を自分の金で買って読めるようになり、需要が拡大した。
1960年代後半、全共闘世代の大学生が、もう大人なのに子供漫画を読むことが世間に衝撃を持って受け止められ、1968年には「右手にジャーナル、左手にマガジン」と言われたが、1970年代以後、青年漫画誌の増加により、「子供漫画」を卒業した読者がそのまま「青年漫画」を読むようになり、「青年漫画」の読者層の拡大につれて「青年漫画」は発展した。

## 周辺ジャンルとの関係

### 成年漫画
成人向け漫画（漫画によるポルノグラフィ）の通称である「成年漫画」とは全く異なるジャンルであり、出版・流通の段階では厳密に区別される。しかし、雑誌の方針により、『週刊漫画アクション』（リニューアル後の2000年から一度休刊する2003年にかけて）『ヤングチャンピオン烈』など一部の青年漫画雑誌では性的表現を強め、実質的に成人向け漫画雑誌に近い誌面になっている（作品において「成年向け青年漫画」となっている）場合もある。他方、一部の成人向け漫画雑誌にもソフト路線の作品が存在し、一見「青年漫画」と「成年漫画」の区別がつきづらい場合もある。しかし実際は、その区別は「成年マーク」の有無のみで決まる。青年向け漫画のうち、東京都青少年健全育成条例（第8条）で不健全図書指定を食らった「不健全指定図書類」と、東京都青少年健全育成条例（第9条の2）に基づき出版社の自主判断で成年マークを表示した「表示図書類」が、成年漫画で、それ以外は青年漫画である。「有害コミック騒動」が起きた1991年以降、出版業界では「成年漫画」には「成年マーク」を付ける自主規制を行っている。
ちなみに、「成年マーク」が存在しなかった1991年以前は「成年漫画」と言う概念は存在せず、性的表現の強い漫画の扱いはグレーゾーンであり、未成年が購入することも可能であった。特に1988年より青年漫画誌の『週刊ヤングサンデー』で連載された遊人『ANGEL』は社会現象となり、これが「有害コミック騒動」および「成年マーク」導入の遠因となった。「成年マーク」の導入後、大手出版社では「成年マーク」に相当する過度な性的表現は控えられるようになった。「有害コミック騒動」に伴い『ANGEL』の単行本は絶版となるが、1995年に「成年マーク」付きの「成年漫画」として再販された。
また、2019年以前は『COMIC快楽天』などの「マークなし」と呼ばれる、ソフト路線のエロ漫画雑誌が存在した。コンビニの流通に通すための自主規制であったため「コンビニ売り雑誌」とも呼ばれたが、東京オリンピック開催に向けた2019年のコンビニにおける成年雑誌取り扱い終了に伴い、「コンビニ売り雑誌」のソフト路線は終了し「マーク付き」「書店売り雑誌」となった。「マークなし」なので、本来は未成年でも購入可能だったが、都条例が改正された2004年以降、一般社団法人日本フランチャイズチェーン協会のガイドラインに基づく「類似図書類」として、コンビニ側の自主判断により未成年が読めないようにシールで閉じ、18禁の棚に置かれるようになっていた。なお、「類似図書類」は、あくまで日本フランチャイズチェーン協会のガイドラインに基づく「成年漫画」であり、都条例の基準では「青年漫画」である。都条例に基づく「成年漫画」の「不健全指定図書類」および「表示図書類」は、そもそもコンビニに置けなかった。

### 青年向け少年漫画
出版・流通・販売の段階では、『月刊少年ライバル』などのマニアックな少年漫画雑誌や、『月刊コミック電撃大王』などメディアミックスに重点を置いた漫画雑誌に掲載された作品も「青年漫画」に含まれる場合があるが、マーケティングの手法や消費者の立場からは青年漫画と区別され、たとえほとんどの読者がグッズや円盤に相当の金を払える年齢のオタクの男性であることが明白でも、「少年漫画」に分類される場合もある。

### 女性漫画
20代以降の男性向けの「青年漫画」と言うジャンルに対応する、20代以降の女性向けの漫画としては、「女性漫画」と言うジャンルが存在し、『漫画アクション』増刊号として1972年に双葉社から創刊された『パピヨン』が嚆矢とされる（ただし、本誌は商業的には失敗した）。1975年創刊の『mimi』（講談社）あたりから読者が定着し、1970年代末より『BE・LOVE』(講談社、1979年創刊)、『YOU』(集英社、1980年)などの雑誌が創刊されるなど、市場が拡大した。その後、女性の18歳以上を対象とした分野は、性的表現を強化するなどより成人女性向けに特化したものも現れ、レディースコミックと呼ばれるようになる。「青年漫画」と「女性漫画」の、市場や作家はあまり被っておらず、西山優里子や二ノ宮知子など、双方で活躍する作家もいることはいるが、数は少ない。

### ヤング向け漫画
20代以降の男性を読者対象とする「青年漫画」に対し、10代男子を主な対象とする「ヤング向け漫画」と言うジャンルも存在する。例えば小学館では、青年向けの『ビッグコミック』に対し、ヤング向けは『ビッグコミックスピリッツ』『週刊ヤングサンデー』が該当する。青年誌『ビッグコミック』の姉妹誌である『ビッグコミックスピリッツ』と、少年誌『週刊少年サンデー』の姉妹誌である『週刊ヤングサンデー』の、読者層の違いは微妙である。もっとも、少子高齢化で先細りする2000年代以降の日本の出版業界において「ヤング」の市場は限定されており、『ヤングサンデー』は2008年に休刊した。2010年代以降のヤング誌の代表である『週刊ヤングマガジン』にしても、2025年現在、30代以上の読者が8割近くを占め、『スピリッツ』の読者層もおそらくだいたい同じである。「ヤング誌」は広い意味で「青年漫画誌」に分類される場合もある。

## 参照
1. ↑  『サルまん サルでも描けるまんが教室 21世紀愛蔵版 上巻』p.185、相原コージ・竹熊健太郎、小学館、2006年
2. ↑  『ルーザーズ～日本初の週刊青年漫画誌の誕生～』吉本浩二、双葉社、2018年4月、p.166
3. ↑  『さいとう・たかをゴリラコレクション 劇画1964』さいとう・たかを、リイド社、2015年11月
4. ↑  『戦後エロマンガ史』米沢嘉博、p.55、2010年、青林工藝社
5. ↑  「新評」1968年4月号、p.110
6. ↑  『お楽しみはこれもなのじゃ』みなもと太郎、河出書房新社、2021年
7. ↑  週刊ヤングマガジン 講談社AD STATION